# Konrad Składowski
Konrad Piotr Składowski (ur. 1971) – polski prawnik i nauczyciel akademicki, doktor habilitowany nauk prawnych, profesor nadzwyczajny Uniwersytetu Łódzkiego, od 2020 członek, a od 2024 zastępca przewodniczącego Państwowej Komisji Wyborczej.

## Życiorys
Pochodzi z Sieradza. W 1995 został absolwentem Wydziału Prawa i Administracji Uniwersytetu Łódzkiego. Tamże w 2001 uzyskał doktorat na podstawie pracy pt. Zasada równości wyborów do Sejmu i Senatu III Rzeczypospolitej, a w 2014 habilitował się po obronie rozprawy pt. System rządów w Republice Chorwacji.
Specjalizował się w prawie konstytucyjnym (zwłaszcza wyborczym), został profesorem nadzwyczajnym w Katedrze Prawa Konstytucyjnego na macierzystym wydziale. Objął funkcję kierownika Zakładu Polskiego Prawa Konstytucyjnego oraz Centrum Naukowo-Badawczego UŁ „Bałkany na przełomie XX/XXI w.”; wykładał też na podyplomowym studium prawa wyborczego i został przewodniczącym uczelnianej komisji wyborczej. Od 2007 do 2009 był dziekanem wydziału administracji Wyższej Szkoły Kupieckiej w Łodzi, pracował też m.in. jako główny specjalista prawny w urzędzie miejskim w Tomaszowie Mazowieckim. Autor i współautor licznych publikacji naukowych (w tym podręczników akademickich) oraz komentarzy do ustaw, m.in. do nowelizacji kodeksu wyborczego.
W grudniu 2019 został zgłoszony przez klub parlamentarny Koalicji Obywatelskiej na członka Państwowej Komisji Wyborczej. Sejm IX kadencji wybrał go na to stanowisko 20 grudnia 2019. W styczniu 2020 prezydent Andrzej Duda powołał go w skład PKW. 21 grudnia 2023 został wybrany przez Sejm X kadencji w skład komisji na kolejną kadencję; prezydent powołał go natomiast w marcu 2024. W następnym miesiącu objął funkcję zastępcy przewodniczącego PKW.